# Brad Wilkerson
Pour les articles homonymes, voir Wilkerson.
Stephen Bradley Wilkerson (né le 1er juin 1977 à Owensboro, Kentucky, États-Unis) est un ancien joueur de champ extérieur et joueur de premier but des Ligues majeures de baseball. Actif de 2001 à 2008, il s'est notamment aligné 5 saisons avec les Expos de Montréal.
Il a été médaillé d'or avec l'équipe des États-Unis de baseball lors du tournoi de baseball aux Jeux olympiques d'été de 2000 à Sydney.

## Carrière amateur
De 1991 à 1995, Brad Wilkerson est inscrit au lycée Apollo d'Owensboro et joue dans les équipes de baseball, de basket-ball, de football et de football américain. En cinq saisons dans l'équipe de baseball, il établit plusieurs records en carrière pour son lycée. À la frappe, il aligne une moyenne au bâton de 0,443, 194 points, 198 points produits, 165 buts sur balles, 58 doubles et 21 triples. Sur le monticule, il est crédité de 37 victoires (pour 10 défaites) avec 480 retraits sur les prises et une moyenne de 1,58 point mérité. En 1995, pour sa dernière année, il frappe avec une moyenne de 0,565 et est élu Mr. Baseball de l'État du Kentucky. Il est choisi par les Dodgers de Los Angeles au 13e tour de la draft (359e choix global), mais ne signe pas de contrat professionnel. Au mois d'août, il est sélectionné dans l'équipe des États-Unis de baseball pour participer à la 15e édition du Championnat du monde junior. En demi-finale, il produit le point décisif lors de la victoire 5 à 4 contre l'Australie. En finale contre l'équipe de Taiwan, il réussit un blanchissage au monticule en accordant seulement 3 coups sûrs aux frappeurs adverses. Avec une moyenne au bâton de 0,360, 3 doubles, 3 circuits et un bilan de 3 victoires (pour aucune défaite), 26 retraits sur prises en 20 manches lancées, il est désigné Meilleur joueur du tournoi.
Il rejoint ensuite l'Université de Floride et l'équipe de baseball des Florida Gators. Pour sa première saison, il frappe avec une moyenne au bâton de 0,407 et collecte 9 circuits et 68 points produits. Utilisé comme lanceur de relève, il est crédité de 5 victoires pour 2 défaites en 63 manches lancées. En fin de saison, les Gators se qualifie pour les College World Series. Ils perdent en demi-finale devant les LSU Tigers et Wilkerson est quand même désigné parmi les meilleurs joueurs du tournoi au poste de champ extérieur. En 1997, il améliore ses statistiques à la frappe avec notamment 23 circuits et 76 points produits en 64 matchs. En tant que lanceur de relève puis lanceur partant, il est crédité de 11 victoires pour 4 défaites et retire 89 frappeurs en 79 manches. En 1998, il est aligné comme lanceur partant et champ extérieur. En 19 départs, il présente un bilan de 10 victoires pour 5 défaites. En 123 manches, il retire 136 frappeurs et obtient une moyenne de 4,98 points mérités. Au bâton, il frappe une nouvelle fois 23 circuits et produit 70 points. Les Gators se qualifient pour les College World Series, mais sont éliminés dès le premier tour. En trois saisons universitaires, Wilkerson présente un bilan de 26 victoires pour 11 défaites en 75 rencontres sur le monticule, une moyenne au bâton de 0,381, 55 circuits et 214 points produits. Lors de la draft 1998, il est choisi par les Expos de Montréal lors du 1er tour (33e choix global). Il signe son premier contrat professionnel le 29 août avec la franchise canadienne, puis participe à la Florida Instructional League qui sert de stage intensif de préparation aux recrues pendant l'inter-saison.

## Carrière professionnelle

### Expos de Montréal
Après un passage au camp d'entraînement de pré-saison des Expos en février 1999, Brad Wilkerson est assigné aux Harrisburg Senators en Eastern League (niveau AA) pour sa première année professionnelle. Il joue 138 matchs et n'accumule que 8 circuits et 49 points produits avec une moyenne de 0,235. Il revient à Harrisburg pour commencer la saison 2000. En 66 matchs, il fait passer sa moyenne au bâton à 0,336, frappe 6 circuits et produit 44 points. Il participe à la deuxième édition du All-Star Futures Game (match des étoiles espoirs) à Atlanta. Il est promu en Ligue internationale avec les Lynx d'Ottawa où il ne frappe qu'avec une moyenne de 0,250. Il participe ensuite aux Jeux olympiques d'été de 2000 à Sydney au mois de septembre. Titulaire au poste de champ centre lors des 9 matchs de l'équipe des États-Unis, il décroche la médaille d'or après la victoire de son équipe en finale contre Cuba. Le 5 décembre, il est opéré de l'épaule gauche et manque le premier mois de la saison 2001 en avril. En mai, il revient à Ottawa, débute 40 matchs dans le champ gauche et 10 comme frappeur désigné. Le 12 juillet, les Expos font appel à lui en remplacement de Tim Raines, blessé à l'épaule gauche. Titulaire au champ gauche face au Devil Rays de Tampa Bay, il finit la rencontre avec un but sur balles et aucun coup sûr en trois passages au bâton. Le 26 juillet, il frappe son premier circuit en MLB. Après 29 matchs, il retourne avec les Lynx le 19 août avant de finir la saison avec les Expos au début du mois de septembre. Au total, en 47 matchs de ligue majeure dont 38 au poste de champ gauche, il ne frappe qu'un seul circuit et 24 coups sûrs. Le 1er novembre, il subit une nouvelle intervention chirurgicale à l'épaule gauche.
En 2002, pour sa première saison complète en Ligue majeure, Wilkerson brille sous le maillot des Expos en établissant plusieurs records pour une recrue de la franchise avec 20 circuits, 92 points marqués et 81 buts sur balles. Aligné dans le champ extérieur en 114 occasions, il est déplacé au premier but en fin de saison en remplacement d'Andrés Galarraga. Il termine la saison avec une moyenne de 0,266, 59 points produits et 27 doubles en 153 matchs. Il est élu Recrue de l'année de la Ligue nationale par le magazine The Sporting News et finit deuxième dans la course au trophée Jackie Robinson de la Ligue nationale décerné par la MLB.
Sa saison 2003 est du même calibre, évitant la baisse statistique des joueurs dans leur deuxième année en Ligue majeure. Il continue à jouer à plusieurs positions en défense entre le champ extérieur (129 matchs comme titulaire) et le premier but (11 matchs). Le 11 avril, il frappe son premier grand chelem en carrière face à David Cone, le lanceur des Mets de New York. Le 24 juin, il entre dans une nouvelle fois dans l'histoire des Expos en devenant le 5e joueur de la franchise à frapper un cycle et le deuxième à le faire dans l'ordre (cycle naturel). En quatre présence au bâton face aux Pirates de Pittsburgh, il frappe un simple sur un amorti (2e manche), un double (5e manche), un triple pour 2 points (6e manche) et un circuit en champ gauche lors de la 7e manche. Le 17 août, il réalise un nouvel exploit alors que les Expos sont menés 2-0 par les Giants de San Francisco. Il frappe un grand chelem en 9e manche avec deux retraits et un compte de 3 balles pour 2 prises, ce qui permet aux Expos de remporter la victoire 4 à 2 sur le dernier passage au bâton du match. Il est le troisième joueur de l'histoire des ligues majeures à frapper dans la même saison un cycle et un grand chelem pour la victoire après Jackie Robinson (Dodgers, 1948) et Jim Hickman (Mets, 1963). Au total, en 146 matchs, il frappe avec une moyenne de 0,268 avec 19 circuits, 34 doubles et 77 points produits.
En 2004, il établit plusieurs records personnels en carrière avec 32 circuits, 146 coups sûrs, 39 doubles, 112 points et 106 buts sur balles. Il est le premier joueur des Expos à aligner une saison avec plus de 30 circuits, plus de 100 points et plus de 100 buts sur balles. En défense, il partage une nouvelle fois son temps de jeu entre le champ extérieur (76 matchs) et le premier but (78 matchs). Offensivement, il occupe la première place de l'alignement lors de 107 rencontres et frappe 9 circuits lors des premières manches, le meilleur total en Ligue majeure pour la saison. Le 2 octobre, il signe le dernier circuit de l'équipe des Expos face aux Mets de New York au Shea Stadium. Son circuit pour 3 points en 9e manche donne la victoire 6 à 3 aux Expos lors de l'avant-dernier match de la saison avant le déménagement de la franchise pour Washington après 36 années à Montréal. Il est élu meilleur joueur de l'équipe par la section locale de la BBWAA (Baseball Writers' Association of America). Du 5 au 13 novembre, il participe aux huit rencontres entre les étoiles de la MLB et les meilleurs joueurs de la NPB. Il frappe 4 doubles, un circuit et obtient une moyenne de 0,269 (7 pour 26). Seule ombre au tableau statistique, ses 11 retraits sur prises.

### Nationals de Washington

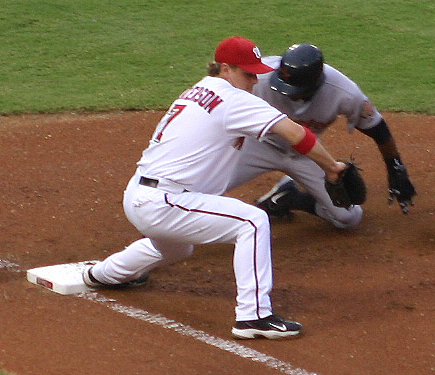
À gauche, Brad Wilkerson jouant en 2005 pour les Nationals.

Lors de la saison 2005, Wilkerson reprend son rôle de premier frappeur en jouant le plus souvent au champ centre (92 matchs). Ses statistiques offensives sont à la baisse en raison de douleurs à l'épaule et au bras gauche. Il joue un total de 148 rencontres et n'obtient qu'une moyenne au bâton de 0,248, 11 circuits et 57 points produits. Il améliore quand même son meilleur total sur une saison pour les doubles avec 42, mais reste impatient au bâton avec 147 retraits sur prises. Le 6 avril, il réussit son deuxième cycle en carrière lors du deuxième match de la saison face aux Phillies de Philadelphie. Il frappe un circuit en 3e manche, un simple en 5e, un triple en 7e et un double en 8e et ses 10 buts contribuent à la première victoire des Nationals en Ligue majeure. Il est le 26e joueur de l'histoire des ligues majeures à frapper au moins deux cycles en carrière,.

### Rangers du Texas
Le 7 décembre 2005, Wilkerson est envoyé aux Rangers du Texas dans le cadre du transfert d'Alfonso Soriano à Washington. Le 18 janvier 2006, il signe un contrat d'une saison pour un montant de 3,9 millions de dollars. En 95 matchs, il frappe avec une moyenne de 0,222, claque 15 circuits et produit 44 points. Sa saison est raccourcie par une opération sur son épaule droite le 22 août, mais il revient à temps pour le début de la saison 2007. Pendant l'inter-saison, il signe un contrat d'une saison pour un salaire de 4,35 millions de dollars. Malgré une blessure à la cuisse droite au mois de mai, il aligne des statistiques en progression par rapport à la saison 2006. Il frappe 20 circuits et produit 62 points avec une moyenne au bâton de 0,234. Après le départ de Mark Texeira pour les Braves, il est replacé au premier but pour limiter les risques d'une nouvelle blessure.

### Mariners de Seattle

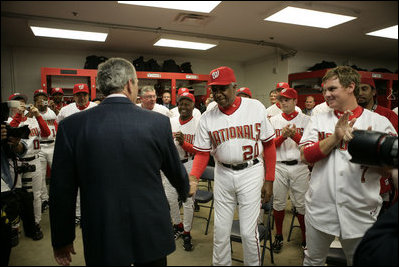
À l'extrême droite de la photo, Brad Wilkerson applaudit George W. Bush lors d'une visite rendue aux Nationals en 2005.

Le 31 janvier 2008, Wilkerson signe un contrat d'une saison avec les Mariners de Seattle pour 3 millions de dollars. En 19 matchs, sa moyenne au bâton est de 0,232 avec 4 doubles et aucun circuit. Sa baisse de rendement est due en partie à une blessure mineure à l'épaule gauche subie pendant les matchs de présaison. Il est libéré par les Mariners le 30 avril en raison de ses performances insuffisantes et devient agent libre.

### Blue Jays de Toronto
Le 9 mai 2008, Wilkerson signe un contrat avec les Blue Jays de Toronto pour le salaire minimum (390 000 dollars). Le 28 septembre 2008, Wilkerson joue avec les Blue Jays son dernier match dans les majeures. 

### Palmarès
Wilkerson termine sa carrière triples et 122 circuits. En 972 matchs joués, il compte 399 points produits, 500 points marqués etr 53 buts volés en 96 tentatives. Sa moyenne au bâton s'élève à ,247 et sa moyenne de présence sur les buts à ,350. Il a disputé 654 de ses 972 parties avec la franchise de Montréal-Washington, dont 506 pour les Expos.